# Kinpusen-ji
Kinpusen-ji (金峯山寺?) es el templo principal del shugendō, una religión ascética que combina el sintoísmo antiguo, budismo y creencias animistas, en el que sus creyentes deben vivir en regiones montañosas. El templo se ubica en el pueblo de Yoshino, prefectura de Nara, Japón. Fue fundado en la segunda mitad del siglo VI por En no Ozunu, creador del shugendō.

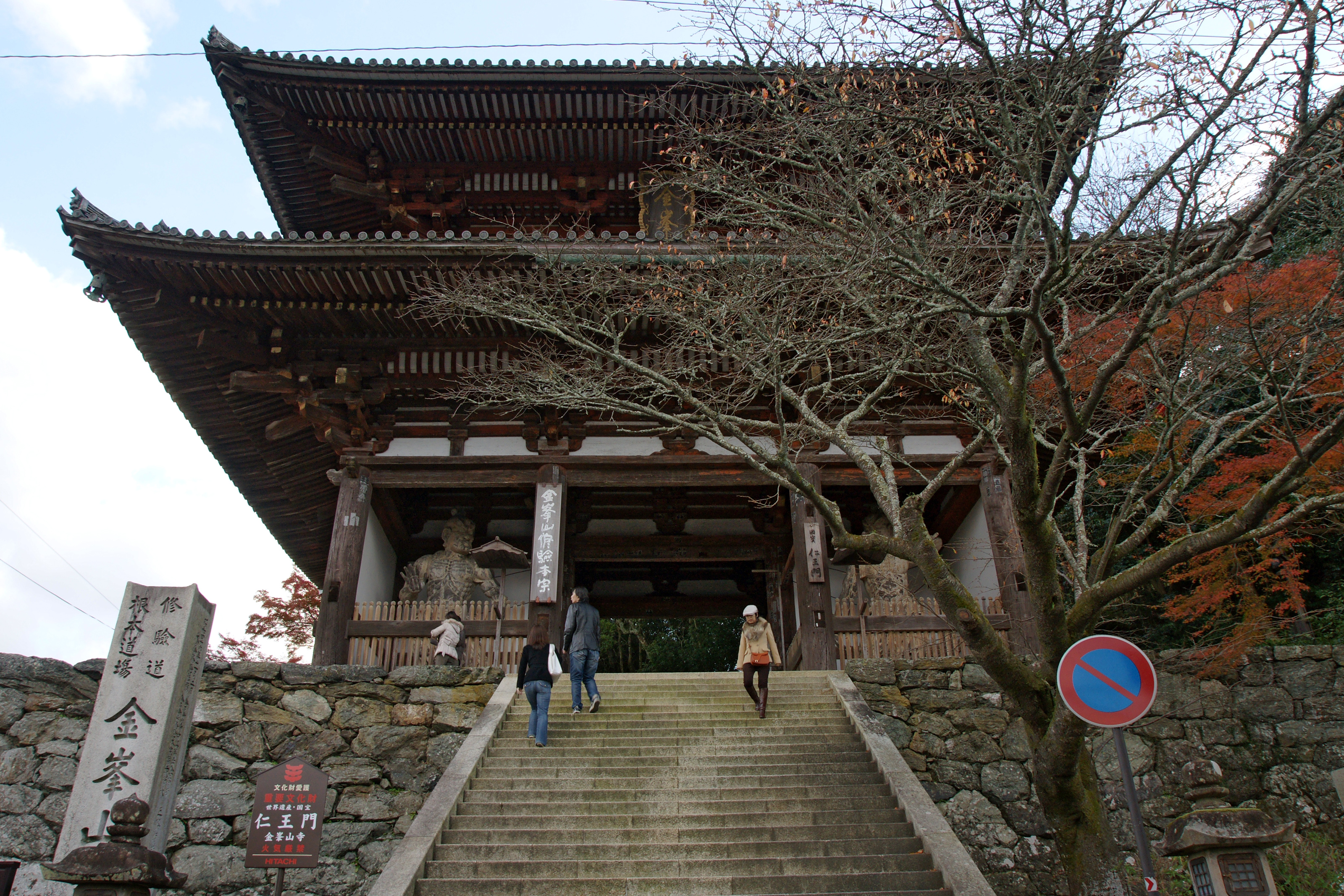
Puerta de Niō
(Tesoro Nacional de Japón).

Este lugar cobró relevancia durante el período Nanbokucho ya que fue el epicentro de la Corte del Sur. Es un importante punto de una serie de rutas de peregrinaje budistas, por lo que también es un templo budista.
Dentro del templo se destacan el templo principal o Zaōdō (蔵王堂?), que es la segunda estructura de madera más grande de Japón, solo superada por el Daibutsuden del Tōdai-ji. Es por ello que se le ha designado como Tesoro Nacional de Japón. De igual manera la Puerta de Niō (二王門 Niō-mon?), otra estructura del templo, también ha sido catalogado como Tesoro Nacional, así como a una serie de tres artefactos históricos que reposan en el templo.
En 2004 se le designó como parte de un sitio Patrimonio de la Humanidad por la Unesco, bajo el nombre de Sitios sagrados y rutas de peregrinación de los Montes Kii.

## Galería

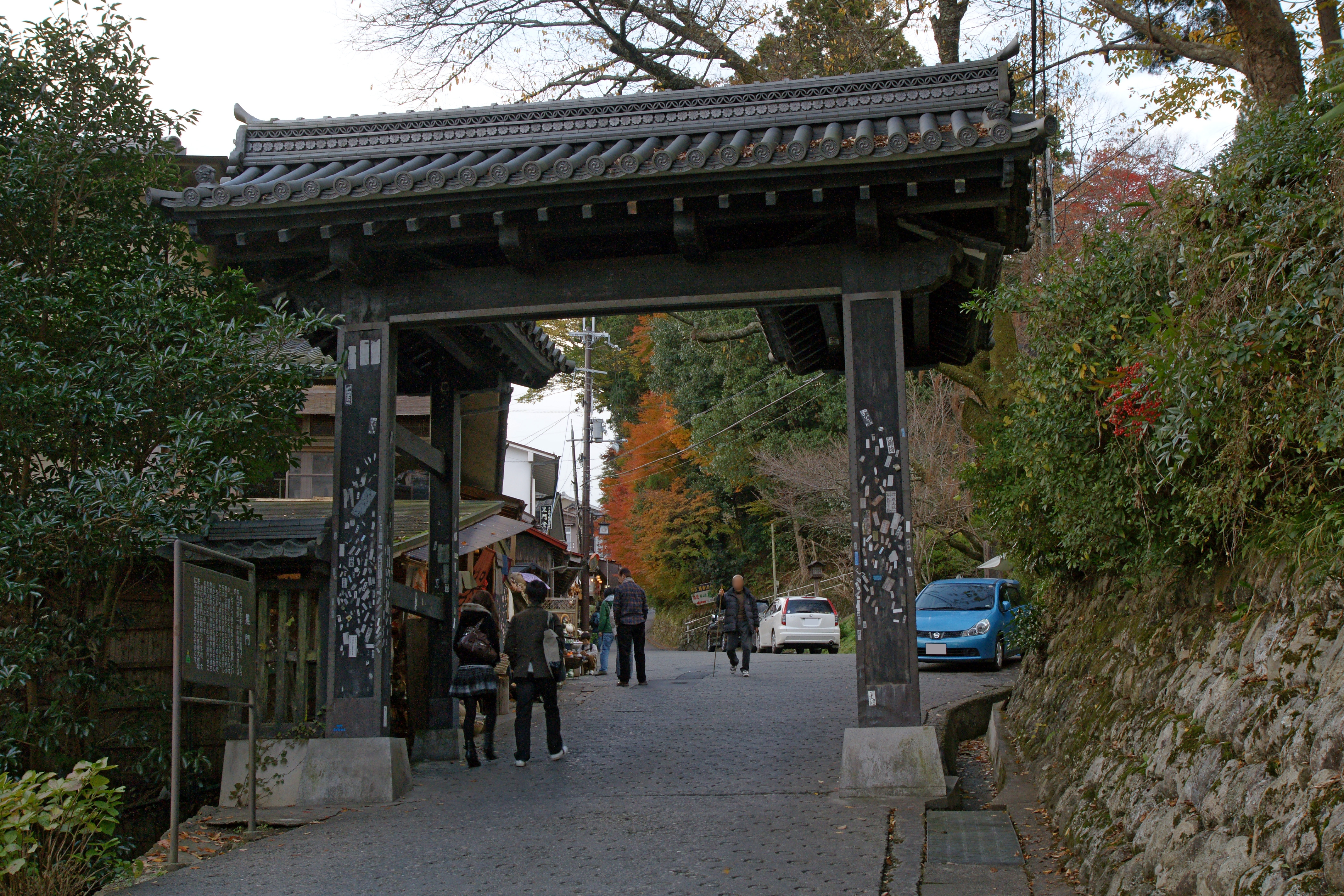
Kuromon
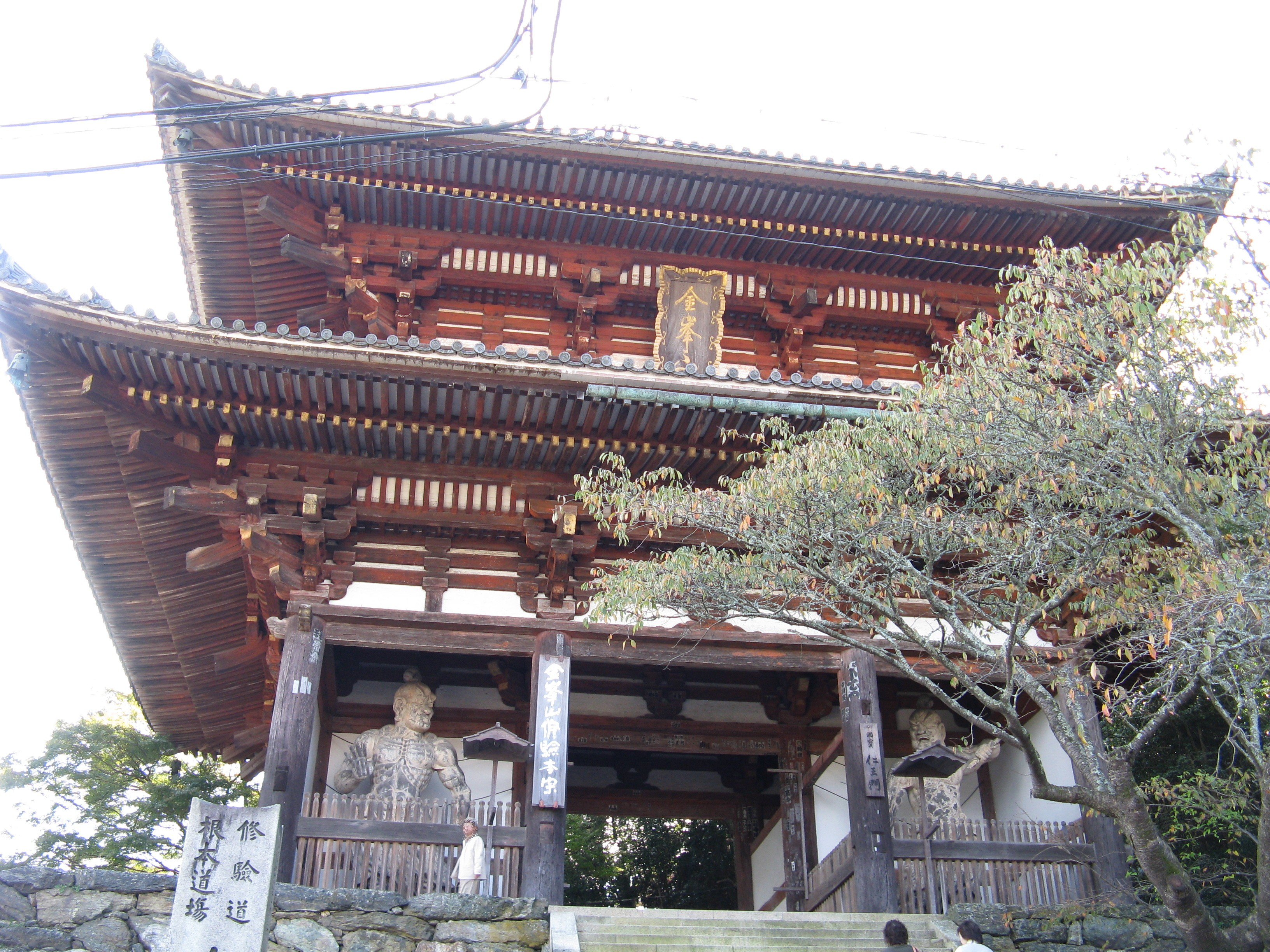
Niō-mon
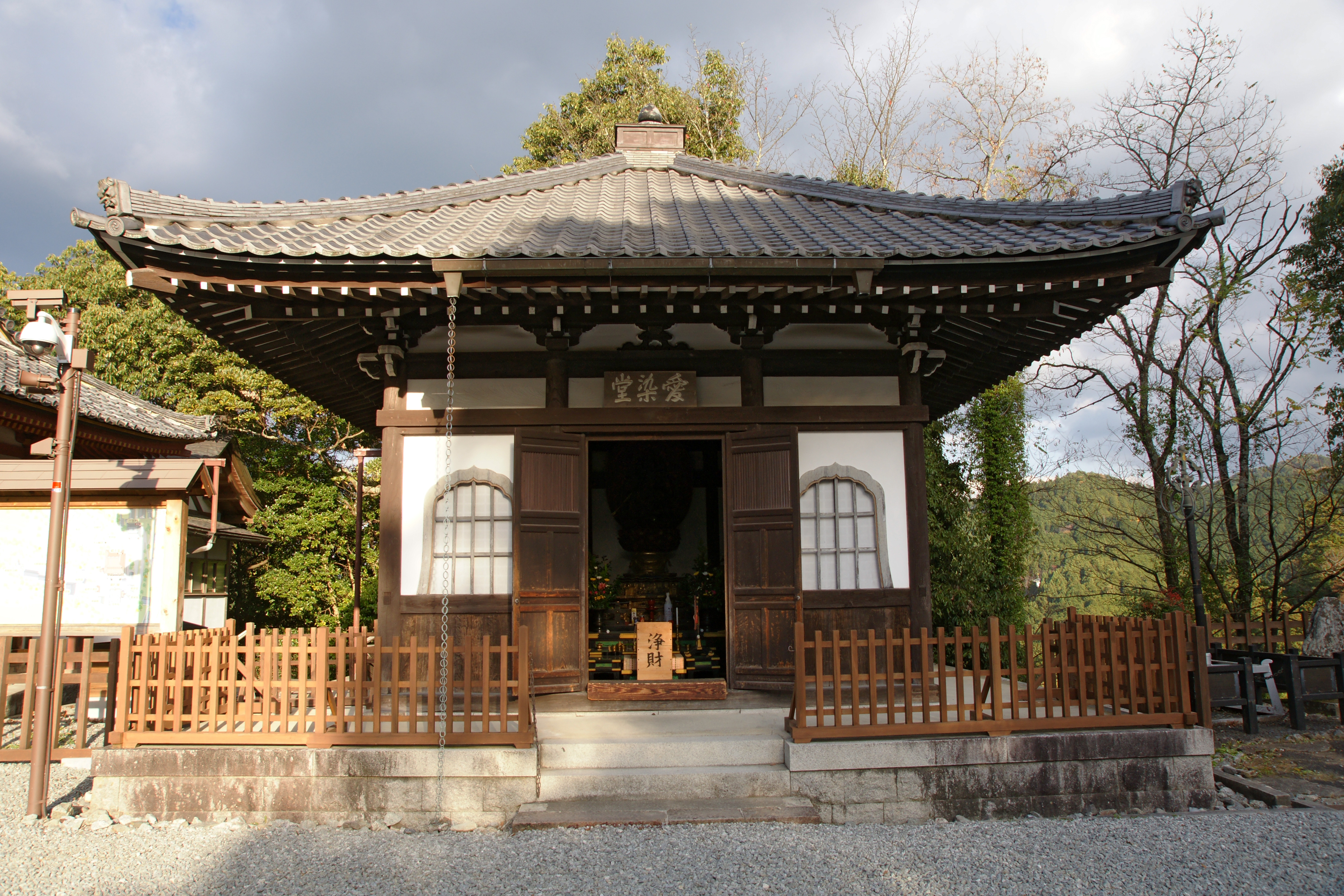
Aizendō.
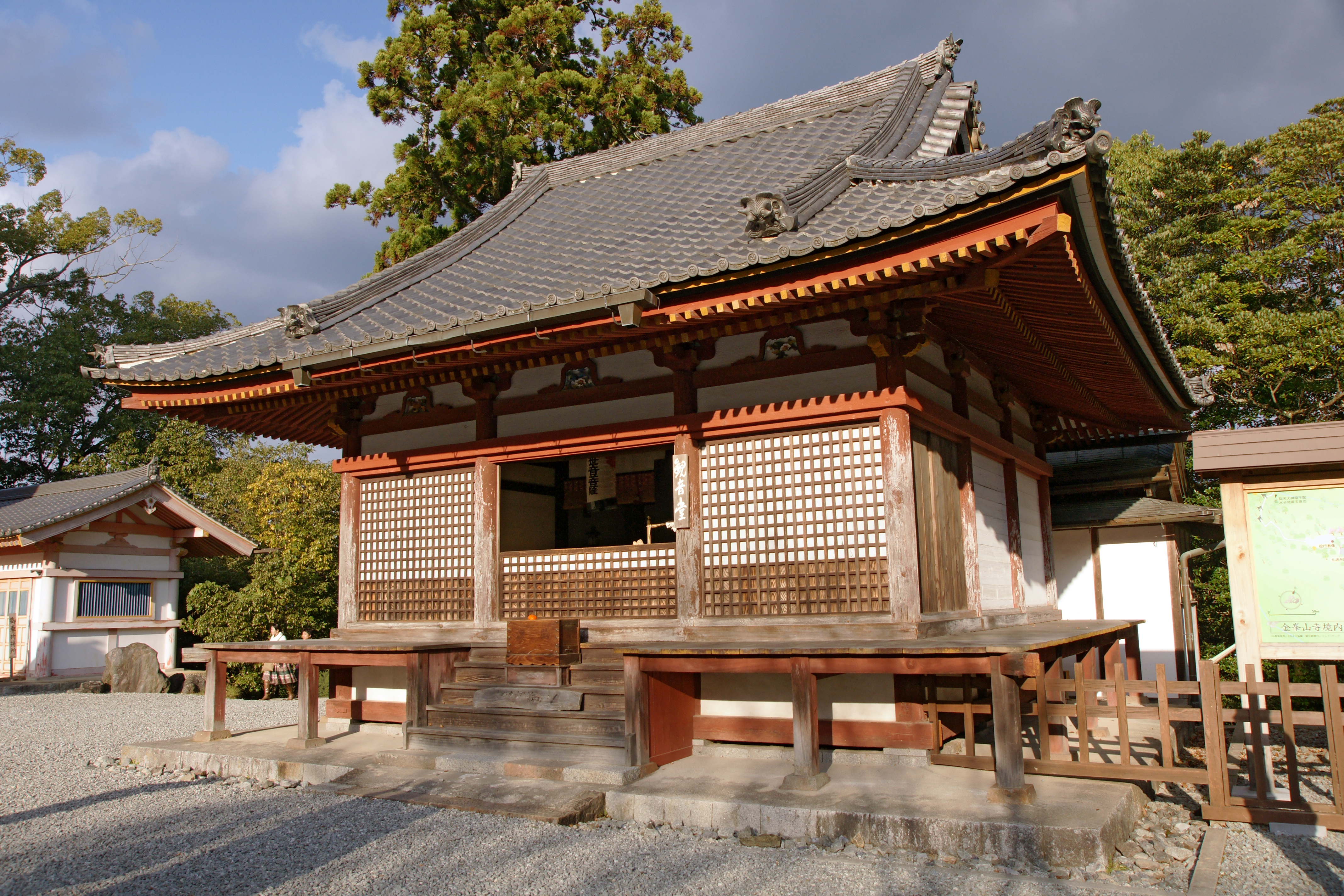
Kannonō.
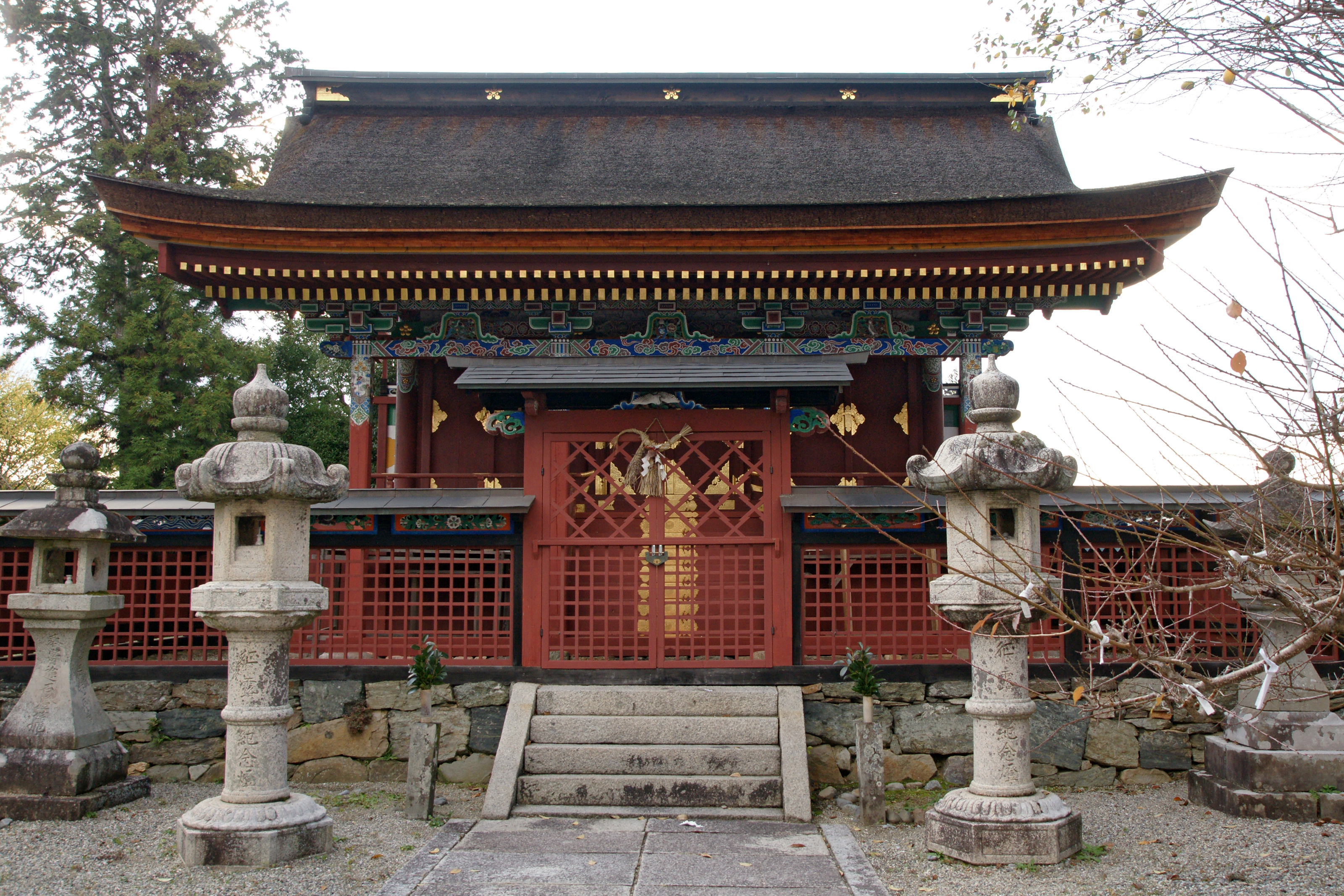
Itoku-tenmangū.
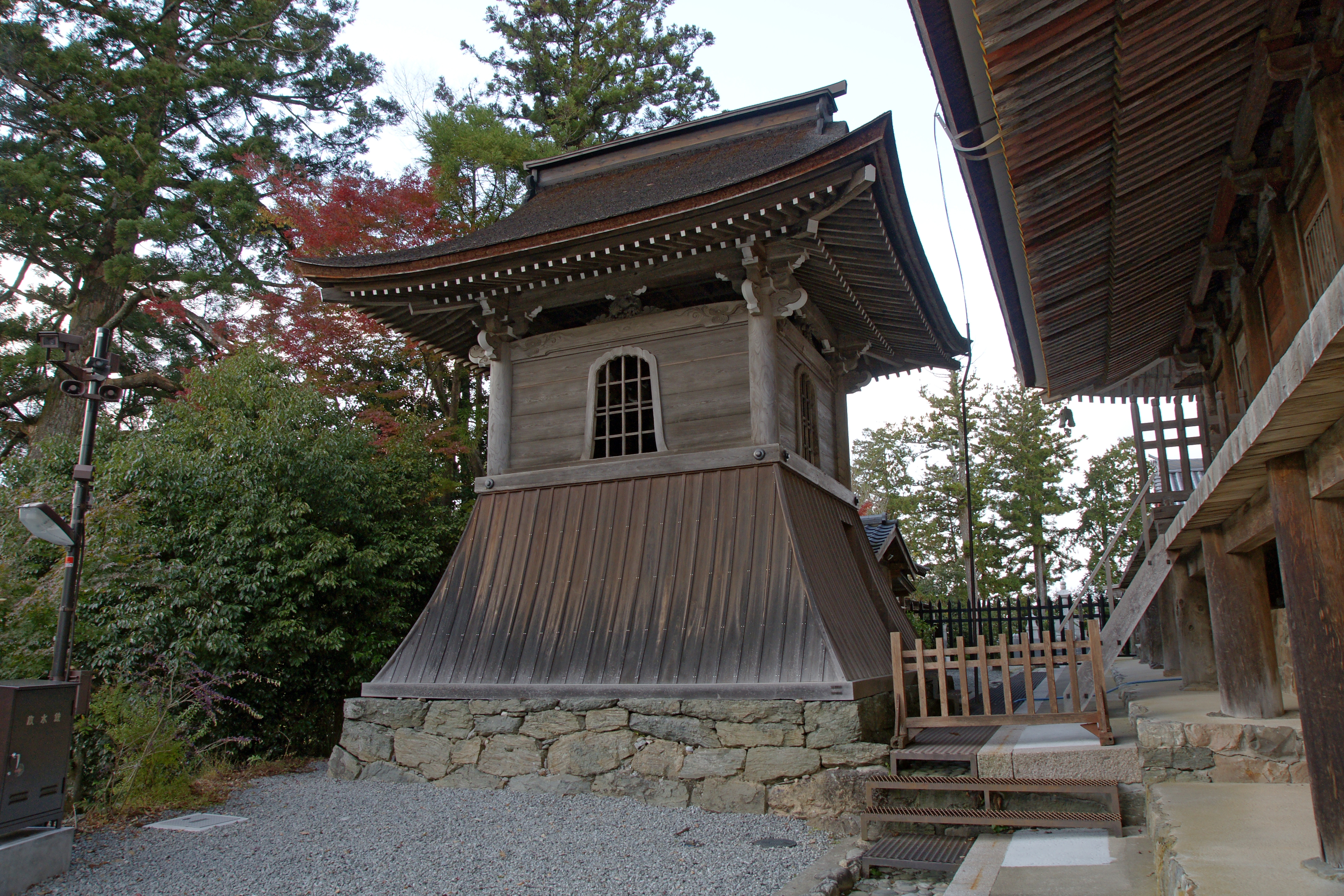
Shorō.
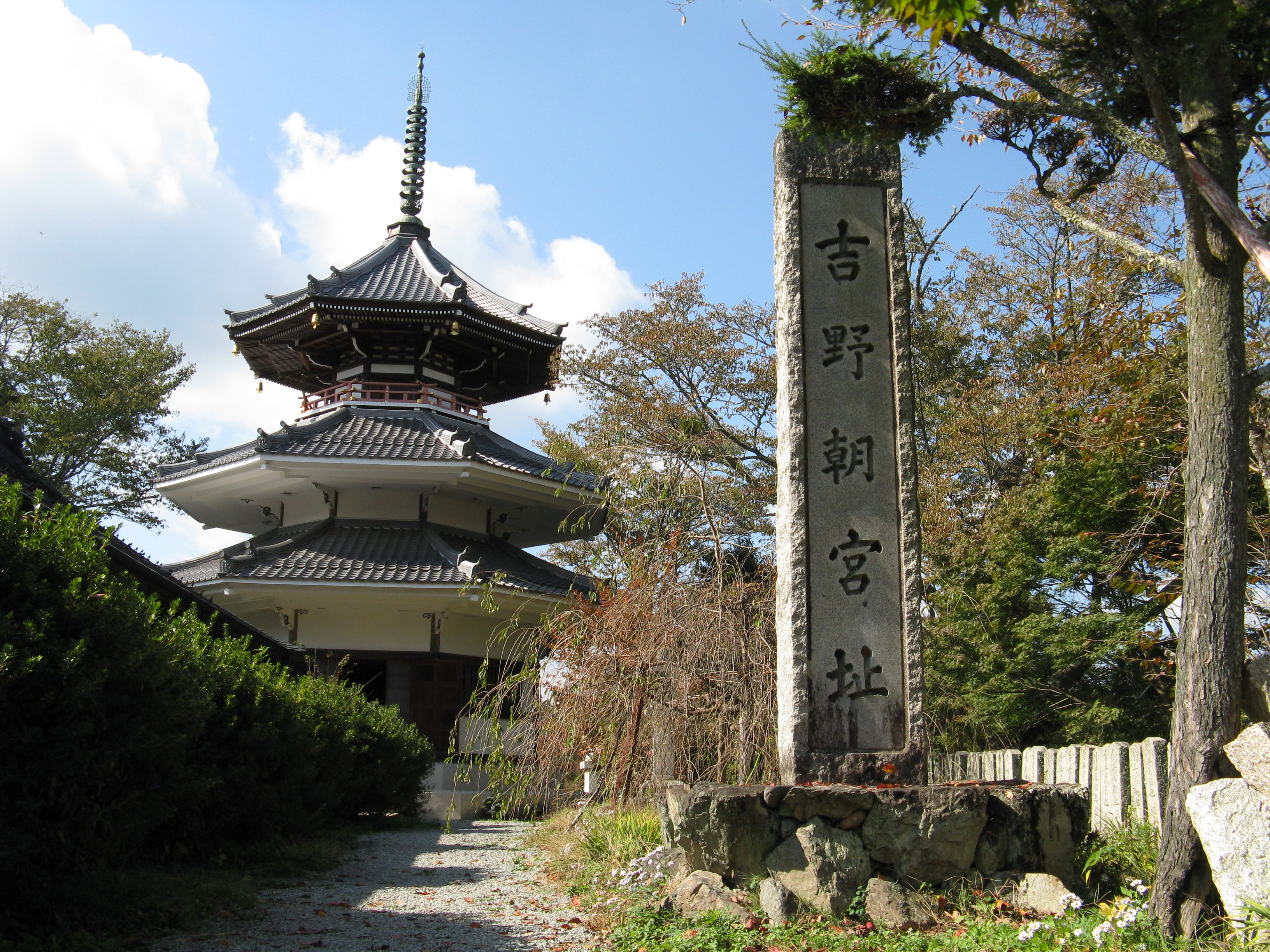
Nanchō Myōhōden
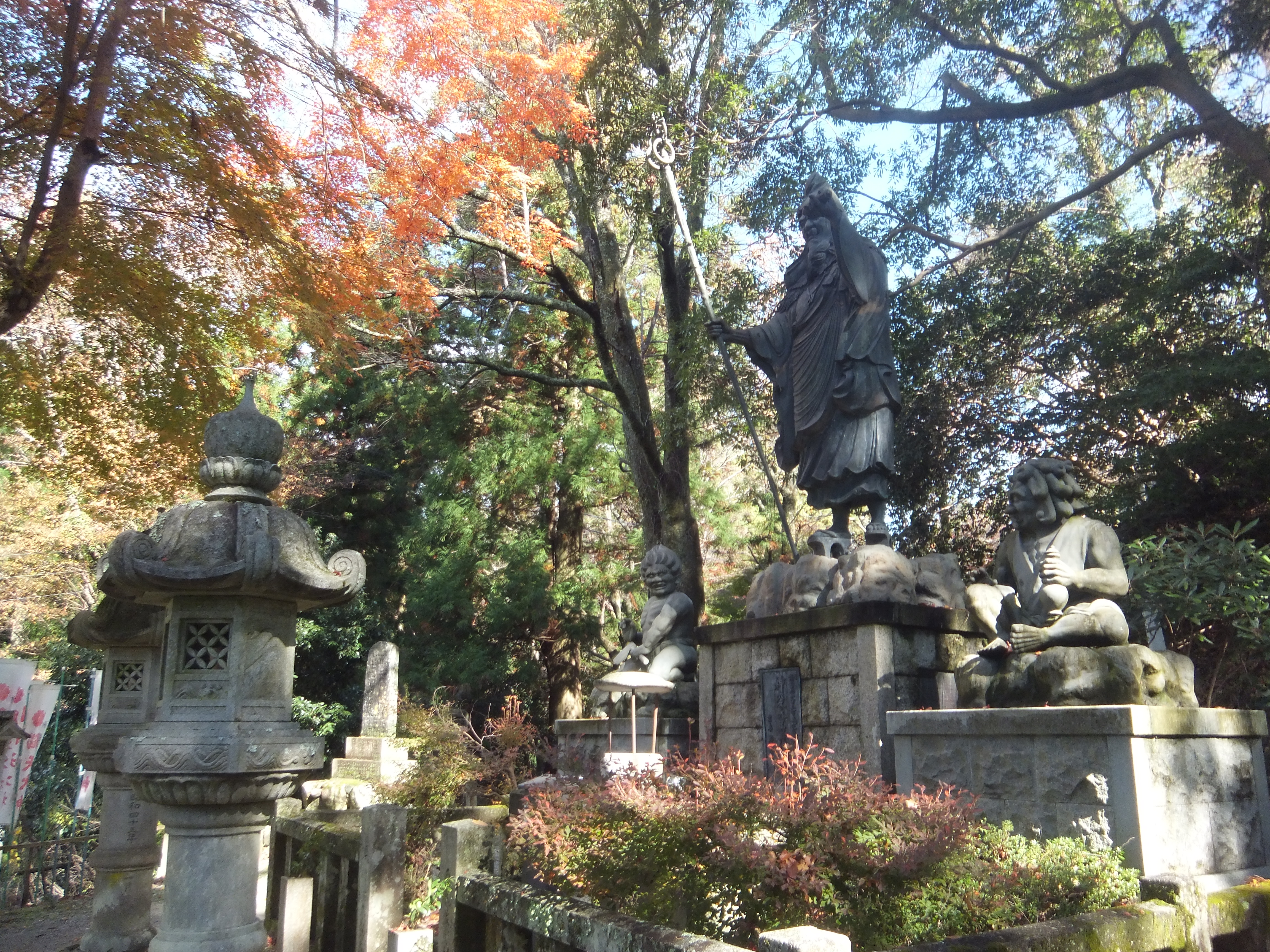
En no Gyōja (En no Ozunu)
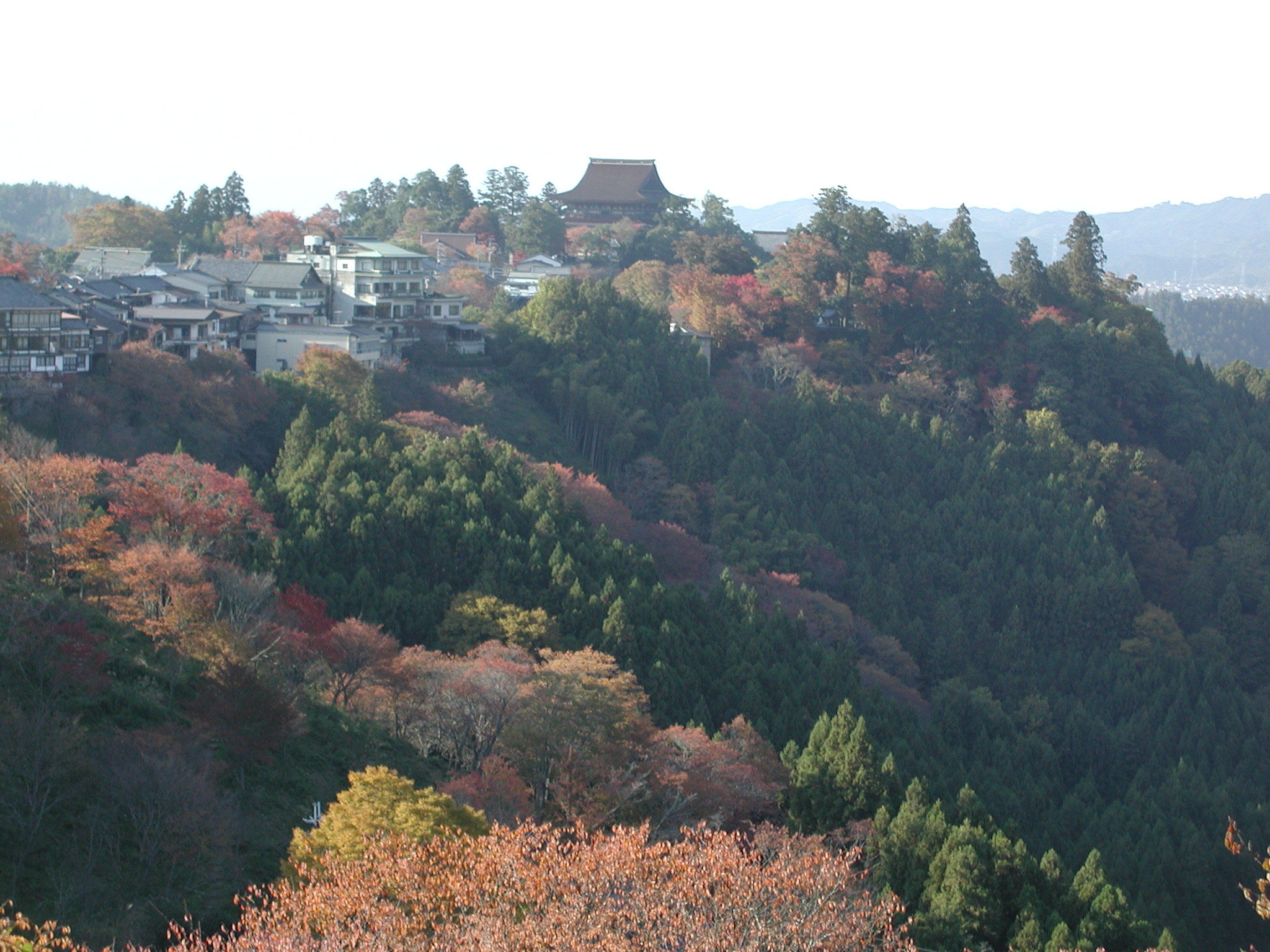
Zaōdō
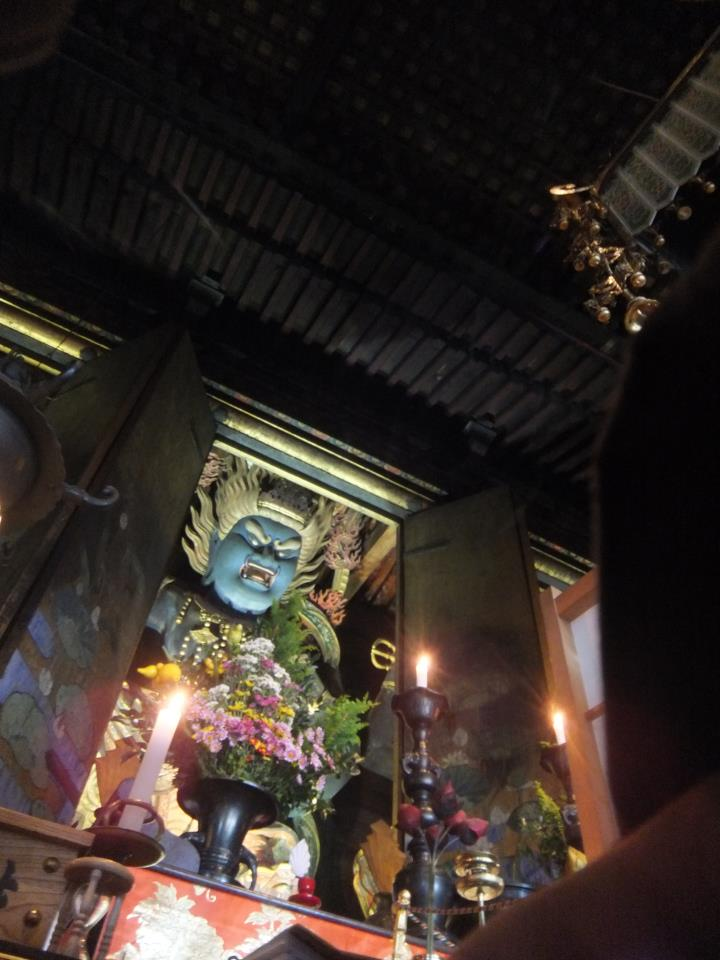
Zao Gongen